# Kurt Seeleke

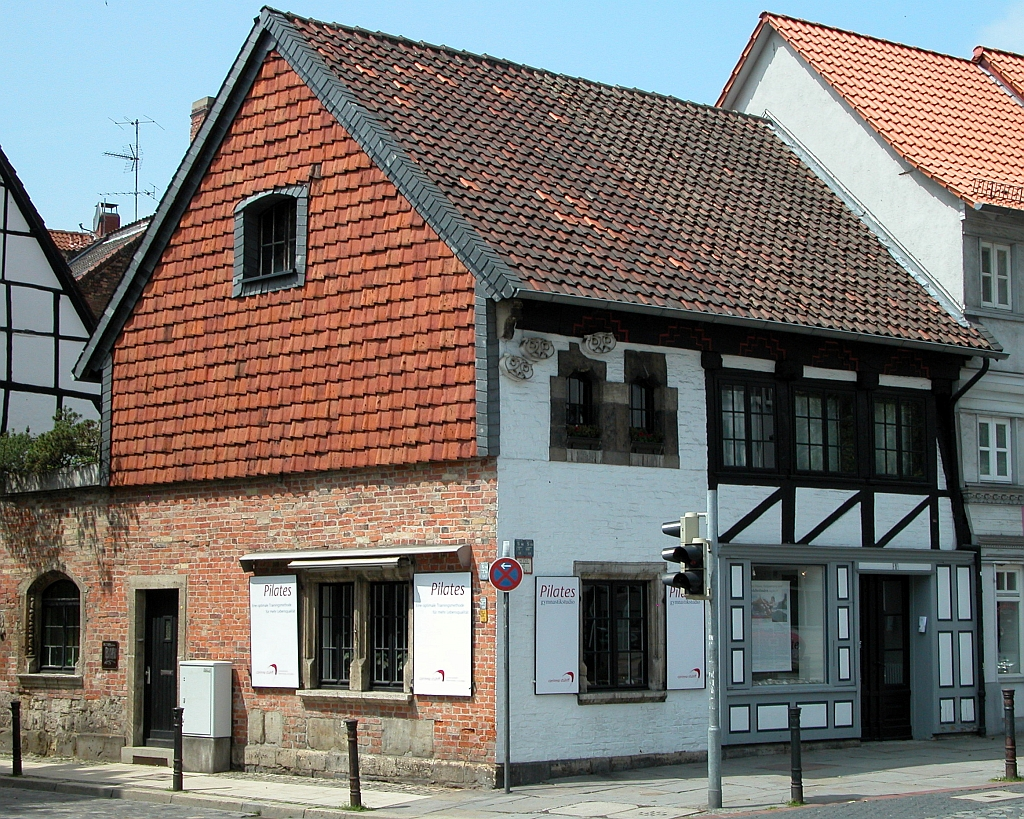
Kurt Seelekes Geburts- und Sterbehaus Güldenstraße 1, Ecke Prinzenweg.

Kurt Seeleke (* 19. August 1912 in Braunschweig; † 3. Juni 2000 ebenda) war ein deutscher Kunsthistoriker und von 1939 bis 1960 Landeskonservator und somit oberster Denkmalschützer des Landes Braunschweig. In dieser Eigenschaft gelang es ihm durch selbstlosen Einsatz besonders in der Endphase des Zweiten Weltkrieges und in den frühen Nachkriegsjahren, eine Vielzahl kunst- und kulturhistorischer Schätze der Stadt und des Landes Braunschweig vor Verlust oder Zerstörung zu bewahren – darunter  den Braunschweiger Löwen und das Imervard-Kreuz sowie zahllose weitere Kunstschätze aus dem Braunschweiger Dom und dem Herzog Anton Ulrich-Museum. Von 1960 bis 1969 war Seeleke Landeskonservator von West-Berlin.

## Leben und Wirken

### Retter Braunschweigischer Kulturgüter

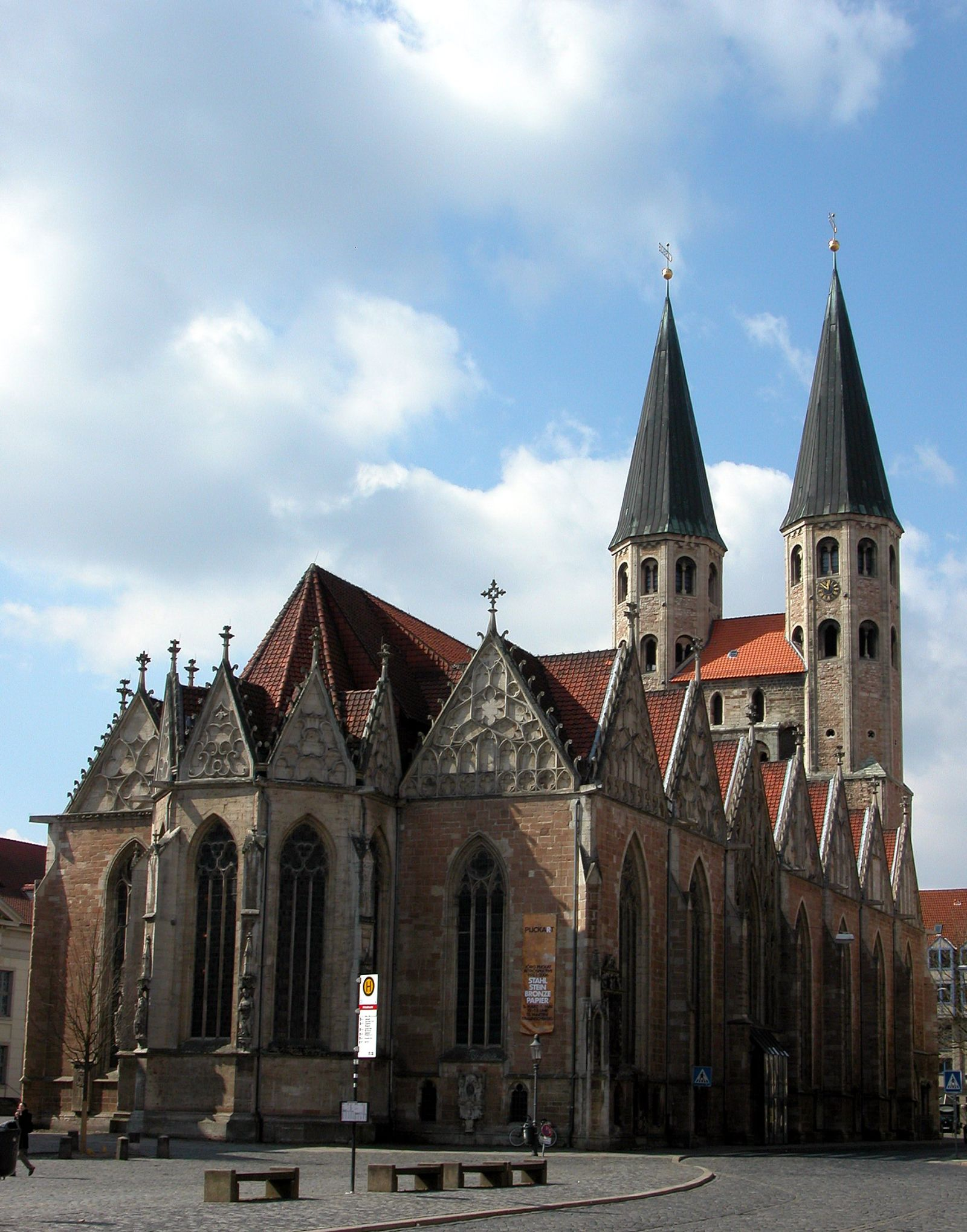
Die Martinikirche

Kurt Seeleke entstammte einer alten Braunschweiger Familie. Sein Vater war Honigkuchenbäcker. 1939 wurde der promovierte Kunsthistoriker zum Landeskonservator Braunschweigs ernannt. Kurz darauf begann der Zweite Weltkrieg mit dem deutschen Überfall auf Polen und Braunschweig wurde ab 1940 Ziel alliierter Bombenangriffe. Während solcher Luftangriffe saß Seeleke oft in einem der Türme der Martini-Kirche und beobachtete mit einem Fernglas, wo Bomben einschlugen und wo sich Brände entwickelten. Anschließend fuhr er mit einem Motorrad zum Brandherd, um bei den Löscharbeiten mitzuhelfen – so geschehen z. B. bei Bränden im Herzog Anton Ulrich-Museum und im Vieweg-Haus, dem heutigen Braunschweigischen Landesmuseum.
Als oberster Denkmalpfleger des Landes Braunschweig erhielt er von den Nationalsozialisten mehrfach Befehl, Kunst- und Kulturgüter aus Stadt und Land Braunschweig zum Schutz vor Zerstörung nach Schlesien auszulagern – zuletzt am 10. Juli 1944 von Bernhard Rust, Reichsminister für Wissenschaft, Erziehung und Volksbildung. Diesen Anweisungen widersetzte sich Seeleke nicht nur häufig, indem er sie entweder gar nicht, verspätet oder aber unvollständig und nach eigenem Ermessen ausführte, er versteckte zusammen mit Kunstgütern aus staatlichen Sammlungen und Museen auch Tausende Kunstwerke privater Eigentümer, darunter auch zahlreiche Werke, die vom NS-Regime als „entartete Kunst“ gebrandmarkt waren.

#### Rettung des Braunschweiger Löwen

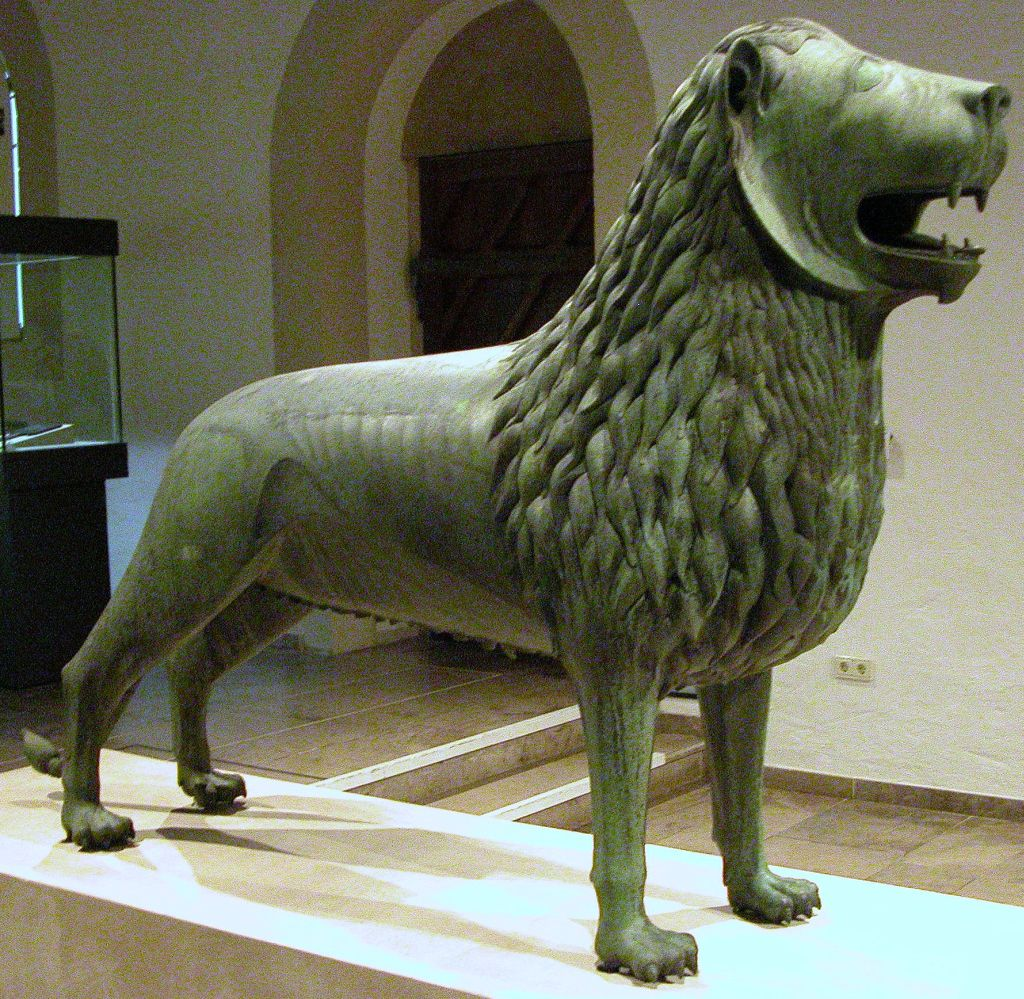
Das Original des Braunschweiger Löwen

So ließ Seeleke den Braunschweiger Löwen (entstanden um 1166), seit Jahrhunderten das Wahrzeichen der Stadt, nicht nach Schlesien abtransportieren, sondern tauschte ihn, da das Standbild selbst nach mehreren Kriegsjahren und mehrfachen Bombenangriffen auf die Stadt immer noch ungeschützt auf dem Burgplatz vor dem Braunschweiger Dom stand, in einer Nacht-und-Nebel-Aktion ohne Absprache mit seiner vorgesetzten Dienststelle und ohne die braunschweigische NSDAP-Führung zu informieren, gegen eine Kopie aus. Das Original aber brachte Seeleke eigenhändig in einem Bergwerksstollen im nahegelegenen Rammelsberg bei Goslar in Sicherheit. Der Löwe kehrte erst wieder in Begleitung Seelekes am 23. Oktober 1945 nach Braunschweig zurück. Ebenfalls im selben Stollensystem untergebracht waren das Grabmal Heinrichs des Löwen und seiner zweiten Gemahlin Mathilde von England (um 1230), das Imervard-Kreuz (um 1150) und der Siebenarmige Leuchter (12. Jahrhundert) aus dem Dom.

#### Kriegsende im Harz
Seine Haltung gegenüber den nationalsozialistischen Machthabern brachte Seeleke mehrfach in Gefahr. In der Endphase des Krieges war Kurt Seeleke von Dietrich Klagges, dem NSDAP-Ministerpräsidenten des Freistaates Braunschweig, zum „Gesamtkunstschutzbeauftragten“ des Landes ernannt worden. In dieser Zeit hatte er die Kunstwerke des Herzog Anton Ulrich-Museums teilweise im Hochbunker an der Salzdahlumer Straße einlagern lassen und weigerte sich zunächst, diesen für die Bevölkerung frei zu machen. Erst als ihm der Braunschweigische Polizeipräsident und SS-Offizier Fuchs mit einer Anklage wegen Befehlsverweigerung drohte, ließ Seeleke rund 100 Kisten mit den Werken Cranachs, Rembrandts, van Dykes, Rubens’, Giorgiones, Vermeers und anderer Künstler per Lkw in das 50 km entfernte Schloss Blankenburg im Harz abtransportieren, um sie in das dortige Gewölbe einzulagern. Andere Kunstwerke wurden in Stollen bei Grasleben eingelagert.
Im April 1945 erklärte Heinrich Himmler, Reichsführer SS, den Harz jedoch zur „Festung Harz“ und Blankenburg zu deren Zentrum. Ähnlich dem Monte Cassino sollten Blankenburg und Umgebung „bis zum letzten Blutstropfen“ gegen die Alliierten verteidigt werden. Es stand folglich zu befürchten, dass Schloss und Stadt Blankenburg mitsamt den eingelagerten Kunstschätzen ein ähnliches Schicksal bevorstand wie der Stadt und dem Kloster Monte Cassino in der Schlacht um Monte Cassino – nämlich die totale Zerstörung. Daraufhin machte sich Seeleke, mit Gehgips aufgrund einer Verletzung durch Bombensplitter, am 11. April 1945 nach Blankenburg in das Hauptquartier von Wehrmachts-General Walther Lucht auf, um ihn zu bewegen, die Front weg von Blankenburg weiter in den Harz hinein zu verlegen. Durch zahlreiche Quellen ist belegt, dass Seeleke, um seiner Bitte Nachdruck zu verleihen, ein Gefäß aus Onyx aus dem Bestand des Herzog Anton Ulrich-Museum bei sich hatte. Dieses zeigte er dem General mit den Worten: „Herr General, aus diesem Gefäß wurden 1000 Jahre lang die deutschen Kaiser gesalbt. Der Wert dieses Onyx ist ebenso unermesslich, wie der Wert aller Schätze, die hier lagern. Deshalb meine Bitte: Herr General, ziehen Sie Ihre Truppen ab.“
Am Abend des 13. April 1945 zogen sich die deutschen Verbände tatsächlich aus dem Schloss und der Stadt zurück und bildeten eine neue Front tiefer im Harz, wo in den letzten Kriegstagen noch schwere Kämpfe mit hohen Verlusten auf beiden Seiten stattfanden. Stadt und Kunstschätze wurden so jedoch vor der Zerstörung gerettet.
Nach Kriegsende musste Seeleke allerdings bereits im Juni wieder um sie fürchten, da Truppen der Roten Armee auf dem Weg in den Harz waren, um ihn zu besetzen. Einmal mehr gelang es dem Landeskonservator – diesmal mit Hilfe der britischen Besatzungstruppen und zahlreicher Lkws – die Kisten wieder gen Westen zu schaffen.

### Nachkriegszeit
Am Ende des Zweiten Weltkrieges war Braunschweig durch zahlreiche Bombenangriffe stark zerstört. Die durch ihren mittelalterlichen Grundriss geprägte Innenstadt innerhalb des Oker-Umflutgrabens existierte praktisch nicht mehr, denn sie war u. a. durch den Bombenangriff vom 15. Oktober 1944 zu 90 % zerstört worden.
Seeleke war bis 1960 weiterhin Landeskonservator in Braunschweig, bevor er nach Berlin wechselte. Von der britischen Militärverwaltung wurde ihm gemäß der Haager Landkriegsordnung ein sogenannter „Kunstschutzoffizier“ zur Seite gestellt, der für den Schutz von Kunstgegenständen zuständig war, worunter u. a. auch deren Bergung, Verwahrung, Restaurierung und weitere Verwendung fielen. Dieser Offizier war der Brite Robert Lonsdale Charles. Mit ihm verband ihn bald eine enge Freundschaft. In einem Interview aus dem Jahre 1994 sagte Seeleke über Charles: „… den Erfolg der Aktionen [Anm.: damit meinte Seeleke die Rückführungen der Kunstgegenstände] verdanke ich vor allem Rollo. … Ohne Rollo und seinen Einfluß … wären die vielen Transporte gar nicht möglich gewesen … Das lag daran, daß wir gemeinsam an ein neues Europa glaubten, an europäische Werte und die Kunst als Gemeinschaftsverpflichtung …“.

#### Schloss Richmond

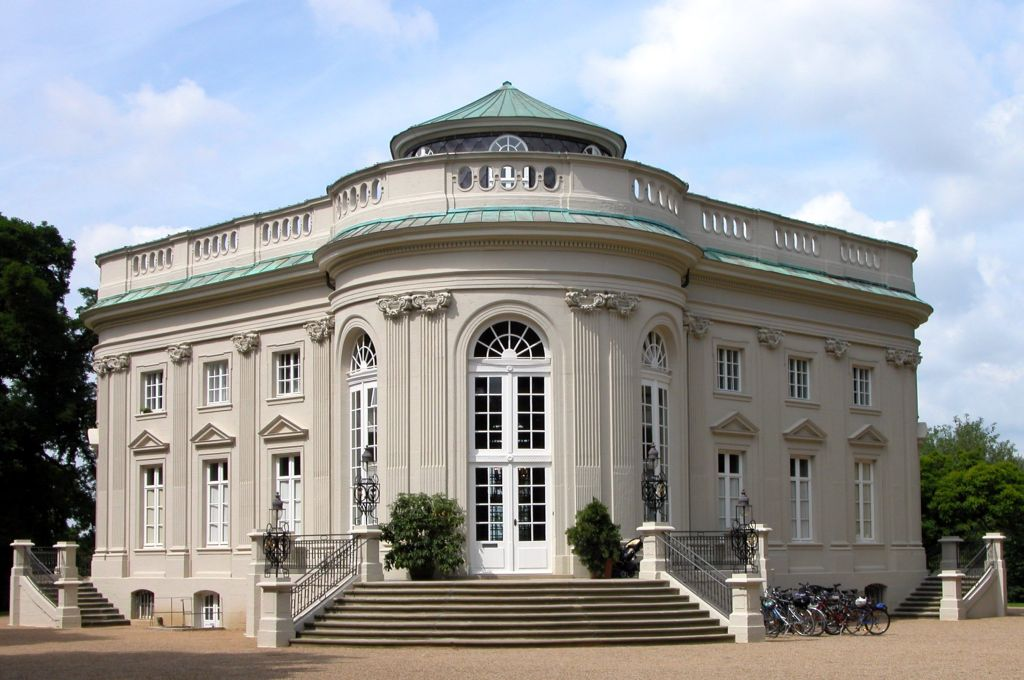
Schloss Richmond

Anfang 1946 gelang es Seeleke und Charles gemeinsam, das nahezu unbeschädigte Schloss Richmond als Depot für die zurückgeführten und restaurierungsbedürftigen Kunstwerke aus Braunschweig, aber auch z. B. aus der Nationalgalerie Berlin und dem Berliner Völkerkundemuseum, zu bekommen. Es war in dieser Zeit die einzige Restaurierungswerkstatt im Norden, weshalb die Briten es zum Tagungszentrum für Konservatoren und Museumsdirektoren aus ganz Deutschland machten. Leitender Restaurator war Fritz Herzig.

#### Die „Traditionsinseln“

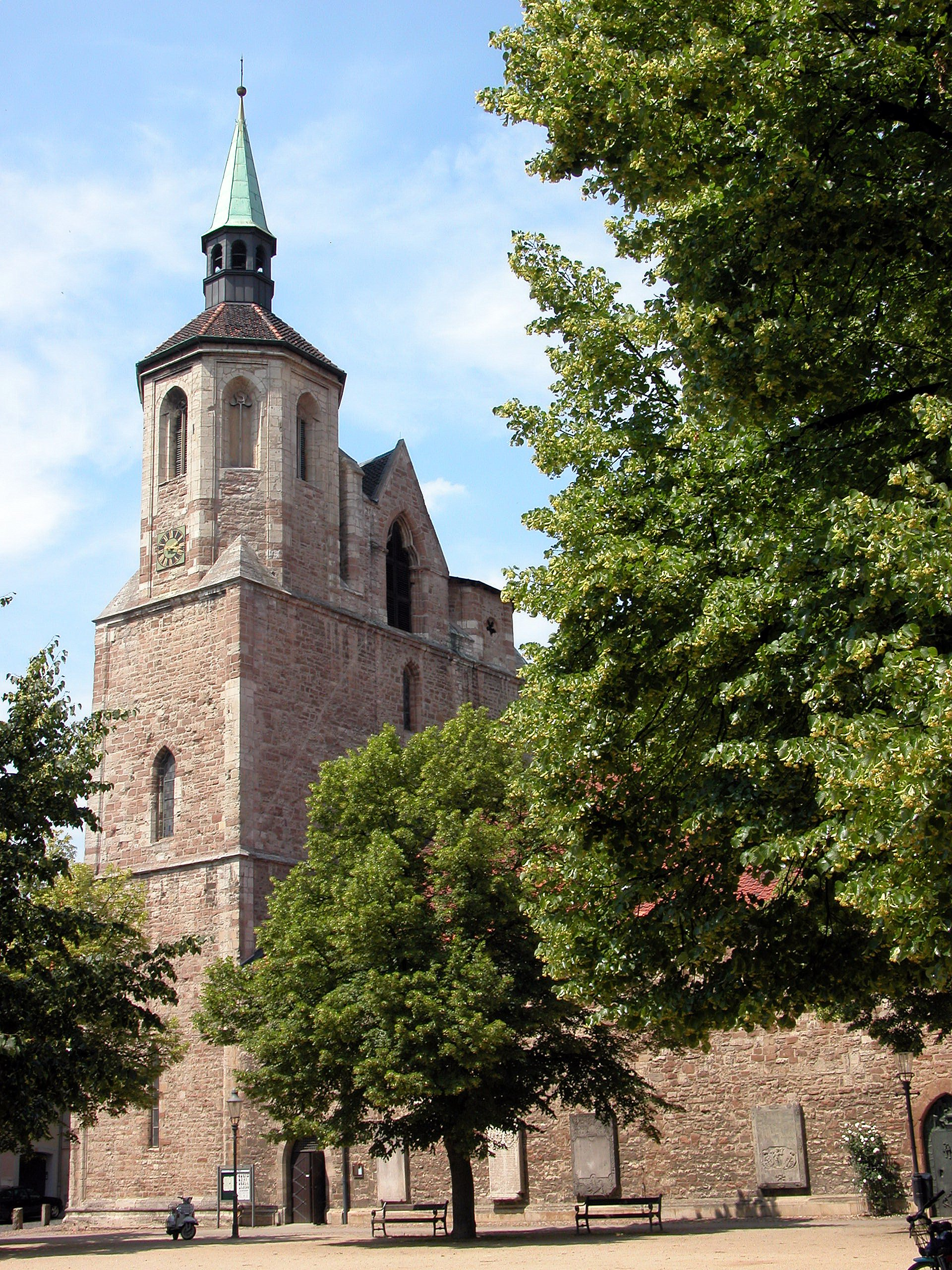
Magni-Kirche

Zusammen mit Friedrich Wilhelm Kraemer, Architekt und Dozent der Technischen Hochschule Braunschweig, entwickelte Seeleke das Konzept der „Traditionsinseln“ in der schwerstzerstörten Stadt, indem um Kirchen der Innenstadt, d. h.: Dom mit Burgplatz und näherer Umgebung, Martinikirche mit angrenzendem Altstadtmarkt, Aegidienkirche und Umgebung, Magni-Kirche mit dem Magniviertel sowie um die Michaelis-Kirche herum (Echternstraße), inmitten fast totaler Zerstörung, Bereiche ursprünglicher, über Jahrhunderte hinweg gewachsener Bebauung erhalten wurden bzw. weitestgehend wieder instand gesetzt wurden. Dabei wurden u. a. auch erhaltenswerte Gebäude aus anderen Stadtbezirken versetzt, um den ursprünglichen Gesamteindruck einer gewachsenen Stadtlandschaft beibehalten zu können. Diese „Inseln“ umfassten damit drei der fünf historischen Braunschweiger Weichbilde, nämlich Altewiek, Altstadt und Sack. Die Zerstörungen in den zwei anderen, Hagen, mit Hagenmarkt und Katharinenkirche sowie die fast vollständige Zerstörung der Neustadt rund um den Wollmarkt, mit Andreaskirche, Alter Waage und Liberei, waren so immens, dass hier zunächst kaum an einen Wiederaufbau im ursprünglichen Sinn gedacht werden konnte.
1963 gelang es, die Traditionsinseln in die Denkmalpflegesatzung der Stadt Braunschweig aufzunehmen, damit waren sie unter besonderen gesetzlichen Schutz gestellt.

#### Zerstörung des Braunschweiger Schlosses

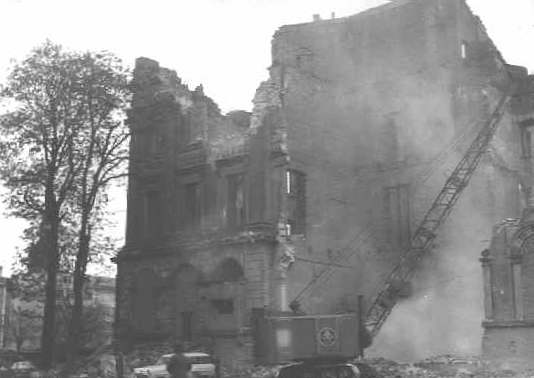
Sommer 1960: Das Braunschweiger Schloss wird abgerissen

Das Braunschweiger Schloss, einer der zentralen Punkte der Braunschweiger Innenstadt, war während des Kriegs stark beschädigt worden. In der Nachkriegszeit entspann sich um die Frage „Erhalt oder Abriss?“ eine sehr kontrovers geführte Diskussion, an der auch Landeskonservator Seeleke mit großem Engagement beteiligt war. Er versuchte immer wieder den Abriss – auch als dieser bereits vom Rat der Stadt beschlossen war – zu verhindern, indem er Friedrich Wilhelm Kraemer, nachdrücklich aufforderte, sich stärker für den Erhalt des Schlosses einzusetzen. Als dies nicht fruchtete, schrieb Seeleke im Mai 1960 an Kraemer: „Ich bin zutiefst enttäuscht, dass Du Dich nicht vehementer engagiert hast. Mit furiosem Einsatz hättest Du dieses Barbarenstück verhindern können.“
Angesichts der „Barbarei“, wie Seeleke den Abriss im Sommer 1960 bezeichnete, gab er seinen Posten als Landeskonservator in Braunschweig auf und ging schwer enttäuscht und tief gekränkt nach Berlin. Zu seinem Weggang sollen auch persönliche Meinungsverschiedenheiten mit dem Niedersächsischen Landeskonservator Oskar Karpa in Hannover geführt haben.
Erst nach dem Tod Seelekes wurde aufgrund eines Beschlusses des Braunschweigischen Stadtrates im Jahr 2004 das Braunschweiger Schloss als Teil der sogenannten „Schloss-Arkaden“ unter Verwendung originaler Bauteile wieder aufgebaut und im Frühjahr 2007 eröffnet.

### Wirken in Berlin
1960–1969 war Kurt Seeleke Landeskonservator von West-Berlin, wobei die Wochenzeitung Die Zeit nach dessen Pensionierung spottete: „Seine Wirksamkeit war derart, daß Außenstehenden die Vakanz gar nicht auffällt.“ Sein glückloser Streit um die Wiederherstellung eines Deckenbildes im Schloss Charlottenburg führte mit dazu, dass er sich erst 56-jährig in den Ruhestand verabschiedete.

### Ruhestand
Nach seiner Pensionierung kehrte Seeleke 1969 in seine Heimatstadt zurück und starb 87-jährig am 3. Juni 2000.

## Ehrungen
Kurt Seeleke wurde 1990 für seine Verdienste im Denkmalschutz und beim Wiederaufbau der Stadt mit der Bürgermedaille der Stadt Braunschweig ausgezeichnet.
Zu seinen Ehren wurde 2009 der Platz vor dem Städtischen Museum Braunschweig am Magni-Tor im Magniviertel Kurt-Seeleke-Platz benannt.